# Monika Renz
Monika Renz (* 1961 in Zürich) ist eine schweizerische Psychotherapeutin und Musiktherapeutin sowie Autorin mit psychologischen, theologischen und spirituellen Schwerpunkten. Ihre praktische Erfahrung und Forschungstätigkeit in Bezug auf Thanatologie und tiefenpsychologische Exegese machte sie zu einer Pionierin der Spiritual-Care-Bewegung. 

## Leben
Renz wuchs in Zürich als Tochter einer Psychologin und eines Geschäftsführers auf. Im Anschluss an die Matura studierte sie zunächst Primarlehramt an der Pädagogischen Hochschule Zürich. Parallel zu ihrer darauffolgenden Unterrichtstätigkeit absolvierte sie eine Ausbildung zur Musiktherapeutin. Nach einigen Jahren therapeutischer Praxis nahm sie ein Studium der pädagogischen Psychologie, Psychopathologie und Musikethnologie an der Universität Zürich auf, das sie 1994 mit einer Dissertation in Psychopathologie zum Thema „Ur-Vertrauen und Ur-Angst“ (bei Heinz Stefan Herzka) abschloss. Darüber hinaus beschäftigte sie sich mit der Analytischen Psychologie nach C. G. Jung sowie mit Körperpsychotherapie und Transpersonaler Psychologie. 1998 etablierte sie die Psychoonkologie am Kantonsspital St. Gallen, die sie seither leitet. Von 1998 bis 2002 dozierte sie zum Thema "Spiritualität und Musik" an der theologischen Fakultät der Universität Zürich. Ihr Zweitstudium der Theologie an den theologischen Fakultäten Innsbruck und Fribourg schloss sie 2008 mit einer Dissertation zum Thema „Was letztlich heilt. Botschaft und Leben Jesu als Überwindung der menschlichen Angst-, Begehrens- und Machtstruktur“ (bei Max Küchler) ab. Seit der Jahrtausendwende ist Renz eine international gefragte Rednerin.

## Werk
Ihr erstmals 2011 erschienenes (und 2015 ins Englische übersetzte) Buch Hinübergehen. Was beim Sterben geschieht führt die Leser in das „Innere“ von Sterbeprozessen ein und basiert auf 17 Jahren Forschungsarbeit mit insgesamt 680 sterbenden Krebspatienten. Während des Sterbens fallen alle automatisierten ego-basierten Gedanken und ego-zentrierten Wahrnehmungen weg. Diese Wahrnehmungsveränderung scheint der wichtigste mentale und emotionale Prozess beim Sterben zu sein und oft der Hintergrund sichtbarer Veränderungen, wie von Angst zu Vertrauen, von Kampf zu Frieden, von Verleugnung zu Akzeptanz. Die Transformation der Wahrnehmung kann der Autorin zufolge auch erklären, warum familiäre Probleme und die Notwendigkeit der Versöhnung zunächst dringend sind, aber allmählich nachlassen. 
In Hoffnung und Gnade. Erfahrung von Transzendenz in Leid und Krankheit – Spiritual Care aus dem Jahr 2014 (2016 ins Englische übersetzt) geht es darum, dass konventionelle Bewältigungsstrategien an ihre Grenzen kommen können, wenn sich Menschen in Situationen der Krankheit und des Sterbens befinden. Menschen, die über ihr alltägliches Bewusstsein hinausgehen, haben oft spirituelle Gnadenerfahrungen und Begegnungen mit dem Transzendenten oder dem Göttlichen. Renz zeigt, wie palliative Leistungserbringer Patienten in ihrem Leiden unterstützen und wie sie die spirituellen Erfahrungen der Patienten erkennen können. Das Buch beinhaltet eine neue Herangehensweise an die spirituelle Fürsorge, die einen Raum der Hoffnung eröffnet, in dem Gnade auch inmitten von Schmerz, Leiden, Krankheit und Sterben geschehen kann.

## Publikationen (Auswahl)
- Zwischen Urangst und Urvertrauen. Dissertation. Junfermann Verlag, 1996
- Zeugnisse Sterbender. Junfermann Verlag, 2000
- Grenzerfahrung Gott. Herder Verlag, 2003
- Erlösung aus Prägung. Ein neues Verständnis von Heilung. Psychologie und Theologie im Gespräch. Dissertation. Junfermann Verlag, 2008
- Hinübergehen. Was beim Sterben geschieht. Annäherungen an letzte Wahrheiten unseres Lebens. Kreuz Verlag, 2011
- Der Mystiker aus Nazaret. Jesus neu begegnen – Jesuanische Spiritualität. Herder Verlag, 2013
- Hoffnung und Gnade. Erfahrung von Transzendenz in Leid und Krankheit – Spiritual Care. Kreuz Verlag, 2014
- Angst verstehen. Tiefer als alle Angst liegt Urvertrauen. Herder Verlag, 2018
- Versöhnung und Vergebung. Wie Prozesse der Befreiung im Leben und im Sterben möglich werden. Herder Verlag, 2019
- Ich träume von einer Kirche der Hoffnung. Herder Verlag, 2020